# 市浜村
市浜村（いちはまむら）は、大分県北海部郡にあった村。現在の臼杵市の一部にあたる。

## 地理
臼杵川の下流域左岸に位置していた。
- 海洋：臼杵湾

## 歴史
- 1889年（明治22年）4月1日、町村制の施行により、北海部郡市浜村、戸室村、江無田村が合併して村制施行し、市浜村が発足[1][2]。旧村名を継承した市浜、戸室、江無田の3大字を編成[2]。
- 1892年（明治25年）10月6日、北海部郡下南津留村大字前田・門前を編入[1]。
- 1907年（明治40年）7月1日、北海部郡臼杵町、下南津留村、上浦村と合併し臼杵町が存続して廃止された[1][2]。

## 産業
- 農業
- 1901年（明治34年）製糸工場操業（笹山弥作設立）[2]